# Епифаний (Артемис)
Митрополи́т Епифаний (греч. Μητροπολίτης Επιφάνιος, в миру Михаи́л Арте́мис греч. Μιχαήλ Αρτέμης; род. 1934, Вруцис) — епископ Элладской православной церкви на покое, митрополит Фирский, Аморгосский и Островов (2003—2021).

## Биография
Родился в 1934 году в посёлки Вруцисе на острове Аморгосе, в Греции.
В 1958 году митрополитом Фирским Гавриилом (Калокериносом) был рукоположен в сан диакона.
В 1964 году окончил богословский институт в Афинского университа и был рукоположен митрополитом Фирским Гавриилом в сан пресвитера и возведён в достоинство архимандрита.
С 1965 года возглавлял в качестве игумена (настоятеля) монастырь Панагия Хозовиотисса.
9 января 2003 года Священным синодом иерархии Элладской православной церкви 59 голосами во втором туре голосования (архимандриты Климент (Зокарис) и Христофор (Навос) получили по одному голосу + 12 бюллетеней были пустыми) был избран для рукоположения в сан епископа.
11 января 2003 года был хиротонисан в епископский сан и возведён в достоинство митрополита Фирского, Аморгосского и Островов.
28 августа 2021 года подал прошение об увольнении на покой в связи с преклонным возрастом. 9 сентября 2021 года Священный синод Элладской православной церкви удовлетворил его прошение.